# اوست-مایا
اوست-مایا (به لاتین: Ust-Maya) یک روستا در روسیه است.